# Augustowo (Międzychód)
Pour les articles homonymes, voir Augustowo.
Augustowo (prononciation : [auɡusˈtɔvɔ]) est un village polonais de la gmina de Kwilcz dans le powiat de Międzychód de la voïvodie de Grande-Pologne dans le centre-ouest de la Pologne.
Il se situe à environ 8 km à l'est de Kwilcz (siège de la gmina), 23 km à l'est de Międzychód (siège du powiat), et à 51 km à l'ouest de Poznań (capitale de la Grande-Pologne).

## Histoire
De 1975 à 1998, le village faisait partie du territoire de la voïvodie de Poznań.

Depuis 1999, Augustowo est situé dans la voïvodie de Grande-Pologne.
Le village possède une population de 67 habitants en 2009.